# Йон Агърбичану
Йон Агърбичану (на румънски: Ion Agârbiceanu) е румънски писател, политик и богослов.
Роден е на 12 септември 1882 година в Ченаде, Трансилвания, в православно семейство на дървосекач. Преминава към униатската църква, завършва Будапещенския университет, става свещеник и скоро става известен като писател. Активен участник в румънското национално движение в Трансилвания, в Междувоенния период се ориентира към крайната десница.
Йон Агърбичану умира на 28 май 1963 година в Клуж-Напока.